# Rodrigo Dourado
Rodrigo Dourado Cunha (* 17. Juni 1994 in Pelotas) ist ein brasilianischer Fußballspieler. Der Rechtsfuß spielt vorwiegend im defensiven Mittelfeld.

## Karriere

### Verein
Dourado startete seine Laufbahn in der Jugendmannschaft des SC Internacional aus Porto Alegre. Hier schaffte er auch den Sprung in die erste Mannschaft. Am 26. Januar 2012 bestritt er sein erstes Spiel als Profi in der Staatsmeisterschaft von Rio Grande do Sul. Sein Debüt in der Série A gab Dourado in der Série A 2012 am 16. September 2012, dem 25. Spieltag der Saison. In dem Heimspiel gegen Sport Recife stand er in der Startelf und wurde für Cassiano nach der Halbzeit ausgewechselt. Das erste Tor in der Série A erzielte Dourado in der Série A 2015. Wieder in einem Heimspiel gegen Sport, gelang ihm in der 82. Minute der Treffer zum 2:1-Entstand. Am Ende der Série A 2016 musste sein Klub das erste Mal in der Meisterschaftshistorie seit 1971 absteigen. Nach dem sofortigen Wiederaufstieg spielte Dourado in der Série A 2018 wieder erstklassig.
Im Mai 2019 musste sich Dourado einer Operation am Knie unterziehen. Zwei Monate später, am 11. Juli, stand er bereits in einem Pokalspiel gegen Palmeiras São Paulo wieder auf dem Platz. Aufgrund anhaltender Schmerzen, konnte er danach aber nicht weiter am Spielbetrieb teilnehmen. Es wurde beim ihm ein Knochenödem diagnostiziert. Dieses wurde im September 2019 operabel behandelt. Danach stand er am 14. Oktober 2020, dem 16. Spieltag der Série A 2020, das erste Mal wieder auf dem Platz.
Im Juni 2022 wechselte Dourado nach Mexiko zu Atlético San Luis. Hier erhielt er einen Vertrag bis Juni 2025. Die Ablösesumme betrug 500.000 US-Dollar und Internacional behielt 30 % der wirtschaftlichen Rechte. Zum Zeitpunkt seines Wechsels hatte er 311 Pflichtspiele (20 Tore). Sein Debüt für die Mexikaner gab Dourado am 4. Juli 2022 am ersten Spieltag der Liga MX im Heimspiel gegen den Club León. Gegen denselben Klub schoss er in der Liga sein erstes Tor. Am 23. August 2023, dem fünften Spieltag der Saison 2023/24, traf er in der 38. Minute nach Vorlage von Ricardo Chávez zur 1:0-Führung (Endstand 3:0). Im Juli 2024 trat Dourado bei den MLS All-Star Games an. Er war Teil des Teams, welches die Liga MX All-Stars vertrat. In dem Treffen auf die MLS All-Stars wurde er in der 60. Minute für Jonathan dos Santos eingewechselt und war so aktiv am 4:1-Sieg beteiligt.

### Nationalmannschaft
Mit der U-17 Brasiliens bestritt er bei der U-17-Fußball-Südamerikameisterschaft 2011 vier Spiele und gewann mit der Mannschaft das Turnier.
Für die Olympischen Sommerspiele 2016 wurde Dourado in den Kader der Olympiaauswahl berufen. In dem Turnier kam er zu einem Einsatz und gewann mit der Mannschaft um Kapitän Neymar die Goldmedaille gewinnen.

## Erfolge
Nationalmannschaft
- U-17-Fußball-Südamerikameisterschaft: 2011
- Olympische Sommerspiele 2016: Gold

Internacional
- Staatsmeisterschaft von Rio Grande do Sul: 2012, 2013, 2014, 2015, 2016
- Recopa Gaúcha: 2016

Liga MX All-Stars
- MLS All-Star Game: 2024

## Auszeichnungen
- Auswahlmannschaft Staatsmeisterschaft von Rio Grande do Sul: 2015, 2017, 2019
- Prêmio Craque do Brasileirão: Mannschaft des Jahres 2018
- Bola de Prata: 2018